# Тітон
Тітон, також Тіфон (грец. Τιθωνός) — син троянського володаря Лаомедонта, брат Пріама, коханий богині Еос, яка забрала його до себе на край землі й неба.
Попросивши в Зевса безсмертя для Тітона, Еос забула подбати про його вічну молодість. Тітон перетворився на невмирущого немічного старого. Еос розлюбила його і, згідно з пізнішими міфами, перетворила на цикаду (варіант: на цвіркуна).